# 巴伊亚达特莱桑
巴伊亚达特莱桑是巴西帕拉伊巴州的一个市镇。总面积102.364平方公里，总人口7314人，人口密度71.5人/平方公里。